# Мельников, Павел Владимирович
Па́вел Влади́мирович Ме́льников (8 августа 1969, Новочеркасск, СССР) — российский гребец, бронзовый призёр Олимпийских игр (1996), бронзовый призёр чемпионата мира по академической гребле (1999). Заслуженный мастер спорта России по академической гребле (1996).

## Биография
Обучался в городской школе высшего спортивного мастерства. В 1988 году был приглашён на сборы национальной команды Советского Союза в качестве гребца. Через год Мельникова забрали в саратовский клуб «Динамо», где спортсмен тренировался под руководством Алексея Александровича Позднякова. Закончил юридический факультет Саратовской государственной академии права.
Победитель Игр доброй воли 1994 года. С 1994 по 2002 годы Павел Мельников 6 раз становился чемпионом России.
В 1996 году Павел Мельников был включён в состав сборной России для участия в XXVI летних Олимпийских играх в Атланте, где в составе восьмёрки выиграл бронзовую медаль. Мельников был седьмым веслом в команде. Российский экипаж гребцов оторвался от победителей всего на 3 секунды.
В 1998 и 1999 годах Павел Мельников становился призёром Кубка мира в общем зачете. В 1999 году завоевал бронзу на чемпионате мира по академической гребле.
На Летних Олимпийских играх 2000 в Сиднее команда Мельникова в соревнованиях восьмёрок стала девятой и не прошла в финал соревнования.
Имеет статус судьи международной категории по гребле.

### Семья
Женат. Дочь — Анна Мельникова (род. 13.10.1995), профессиональная волейболистка. Сын — Александр Мельников (род. 03.05.1997), профессиональный волейболист.

## Награды
- Медаль ордена «За заслуги перед Отечеством» II степени (6 января 1997 года) — за заслуги перед государством и высокие спортивные достижения на XXVI летних Олимпийских играх 1996 года[8]
- Медаль ордена «За заслуги перед Отечеством» IV степени[4]